# Vlaams Instituut voor Advies in Bedrijfsbeheer en Opleiding
Het Vlaams Instituut voor Advies in Bedrijfsbeheer en Opleiding, afgekort "VIABO", organiseert op verschillende plaatsen in Vlaanderen cursussen bedrijfsbeheer en opleidingstrajecten naar zelfstandig ondernemerschap voor werkzoekenden in samenwerking met een centrum voor volwassenenonderwijs en met de VDAB. 
Voor haar ESF-project "Oriëntering naar Zelfstandig Ondernemerschap voor kansengroepen" ontving de vzw VIABO tijdens de "Grote Leerweek" van 2003 van de Vlaamse regering de prijs voor beste Innovatief Educatief Project. De Grote leerweek was een gezamenlijk initiatief van het Vlaams Ministerie van Onderwijs en Vorming, van Economie, van Cultuur, van Landbouw en van Werkgelegenheid om nascholing en vorming te stimuleren. 
De opstapcursus "Oriëntering naar Bedrijfsbeheer" die met dit project werd ontwikkeld, werd in 2004 door de minister van onderwijs en vorming officieel erkend als een module die resulteert in een deelcertificaat in het studiegebied Handel. Dit project voor laaggeschoolde en anderstalige werkzoekenden werd in 2006 overgenomen door de Syntra-centra.
In 2006 ontwikkelde VIABO als eerste in Vlaanderen een interactieve webleercursus bedrijfsbeheer die erkend werd door de inspectie Onderwijs voor het behalen van het getuigschrift over de basiskennis van Bedrijfsbeheer via gecombineerd onderwijs. De volwassen cursisten kunnen e-learning (thuisstudie) combineren met contactonderwijs (groepsleren) in een erkend CVO en kunnen op die manier hun getuigschrift Bedrijfsbeheer reeds in vier weken tijd behalen. Sinds 1 september 2010 is het ook mogelijk het wettelijk getuigschrift Bedrijfsbeheer te behalen door middel van 100% e-learning: de cursist legt enkel nog persoonlijk examen af bij de VIABO-lesgever en hoeft in geval van volledige thuisstudie dus niet langer naar de centrale examencommissie van het federaal ministerie van Middenstand in Brussel. Met ingang van 1 september 2018 is het getuigschrift niet langer een toegangsvoorwaarde om zelfstandig te worden.